# Slobidka-Cernelivska, Krasîliv
Slobidka-Cernelivska (în ucraineană Слобідка-Чернелівська) este un sat în comuna Zaslucine din raionul Krasîliv, regiunea Hmelnîțkîi, Ucraina.

## Demografie
Componența lingvistică a localității Slobidka-Cernelivska
     Ucraineană (100%)
Conform recensământului din 2001, toată populația localității Slobidka-Cernelivska era vorbitoare de ucraineană (100%).